# Fitri
Le Fitri (ou Fittri) est un des 3 départements composant la région du Batha au Tchad. Son chef-lieu est Yao.

## Subdivisions
Le département du Fitri est divisé en deux sous-préfectures :
- Yao,
- Am Djamena (ou Am N'Djamena Bilala).

## Administration
Préfets du Fitri (depuis 2002)
- ? : Yunana Erbo Doudet (en poste en mars 2006),
- 9 octobre 2008 : Yacoub Barka[1].